# Cyprus Cup
Cyprus Cup – prestiżowy gościnny turniej piłki nożnej kobiet rozgrywany corocznie od 2008 roku na Cyprze. Wydarzenie to ma rangę porównywalną do Mistrzostw Świata i turnieju olimpijskiego. Nie ma odpowiednika w piłce nożnej mężczyzn.

## Przebieg turnieju
Zostały po raz pierwszy zorganizowane w roku 2008. W turnieju finałowym 2008 uczestniczyły reprezentacje Holandii, Japonii, Kanady, Rosji, Stanów Zjednoczonych i Szkocji. Najpierw 6 drużyn zostały podzielone na 2 grupy, a potem drużyny z 3 miejsc w grupie walczyły w meczu o 5. miejsce, wicemistrzowie grup grali w meczu o 3. miejsce a zwycięzcy grup w meczu finałowym wyłoniły mistrza. Pierwszy turniej wygrała reprezentacja Kanady.
Obecnie organizatorzy zapraszają 12 zespołów.

## Medaliści Cyprus Cup
| 2008 Szczegóły | Kanada         | 3 − 2           | Stany Zjednoczone U-20 | Japonia          | 2 − 1                      | Holandia      | 6  |
| 2009 Szczegóły | Anglia         | 3 − 1           | Kanada                 | Francja          | 1 − 1 po dogr. karne 6 − 5 | Nowa Zelandia | 8  |
| 2010 Szczegóły | Kanada         | 1 − 0           | Nowa Zelandia          | Holandia         | 4 − 0                      | Szwajcaria    | 8  |
| 2011 Szczegóły | Kanada         | 2 − 1           | Holandia               | Francja          | 3 − 0                      | Szkocja       | 12 |
| 2012 Szczegóły | Francja        | 2 − 0           | Kanada                 | Włochy           | 3 − 1                      | Anglia        | 12 |
| 2013 Szczegóły | Anglia         | 1 − 0           | Kanada                 | Nowa Zelandia    | 2 − 1                      | Szwajcaria    | 12 |
| 2014 Szczegóły | Francja        | 2 − 0           | Anglia                 | Korea Południowa | 3 − 1                      | Szkocja       | 12 |
| 2015 Szczegóły | Anglia         | 1 − 0           | Kanada                 | Meksyk           | 3 − 2                      | Włochy        | 12 |
| 2016 Szczegóły | Austria        | 2 − 1           | Polska                 | Włochy           | 3 − 1                      | Czechy        | 8  |
| 2017 Szczegóły | Szwajcaria     | 1 − 0           | Korea Południowa       | Korea Północna   | 2 − 0                      | Irlandia      | 12 |
| 2018 Szczegóły | Hiszpania      | 2 − 0           | Włochy                 | Korea Północna   | 2 − 1                      | Szwajcaria    | 12 |
| 2019 Szczegóły | Korea Północna | 3 − 3 karne 7:6 | Włochy                 | Belgia           | 0 − 0 karne 3:2            | Austria       | 12 |

## Klasyfikacja medalowa
| Miejsce | Reprezentacja          | 1. miejsca | 2. miejsca | 3. miejsca | Razem | Lata zwycięstw   | Lata zdobycia 2 miejsc | Lata zdobycia 3 miejsc |
| ------- | ---------------------- | ---------- | ---------- | ---------- | ----- | ---------------- | ---------------------- | ---------------------- |
| 1.      | Kanada                 | 3          | 4          | 0          | 7     | 2008, 2010, 2011 | 2009, 2012, 2013, 2015 |                        |
| 2.      | Anglia                 | 3          | 1          | 0          | 4     | 2009, 2013, 2015 | 2014                   |                        |
| 3.      | Francja                | 2          | 0          | 2          | 4     | 2012, 2014       |                        | 2009, 2011             |
| 4.      | Korea Północna         | 1          | 0          | 2          | 3     | 2019             |                        | 2017, 2018             |
| 5.      | Austria                | 1          | 0          | 0          | 1     | 2016             |                        |                        |
| 5.      | Szwajcaria             | 1          | 0          | 0          | 1     | 2017             |                        |                        |
| 5.      | Hiszpania              | 1          | 0          | 0          | 1     | 2018             |                        |                        |
| 8.      | Włochy                 | 0          | 2          | 2          | 4     |                  | 2018, 2019             | 2012, 2016             |
| 9.      | Holandia               | 0          | 1          | 1          | 2     |                  | 2011                   | 2010                   |
| 9.      | Nowa Zelandia          | 0          | 1          | 1          | 2     |                  | 2010                   | 2013                   |
| 9.      | Korea Południowa       | 0          | 1          | 1          | 2     |                  | 2017                   | 2014                   |
| 12.     | Stany Zjednoczone U-20 | 0          | 1          | 0          | 1     |                  | 2008                   |                        |
| 12.     | Polska                 | 0          | 1          | 0          | 1     |                  | 2016                   |                        |
| 14.     | Japonia                | 0          | 0          | 1          | 1     |                  |                        | 2008                   |
| 14.     | Meksyk                 | 0          | 0          | 1          | 1     |                  |                        | 2015                   |
| 14.     | Belgia                 | 0          | 0          | 1          | 1     |                  |                        | 2019                   |